# Wèli
Le Wèli (ou wɛli en fongbe ou patates douces frites), est un mets béninois. Son appellation diffère d'une langue à une autre,,.

## Ingrédients
Le wèli est essentiellement faite à base de pâtes douces. Donc pour la préparation, il faut des tubercules de patates douces, de l'huile, du sel et piment.

## Consommation
Ce plat est généralement consommé pendant les heures du goûter. Il peut être accompagné de bouillie de céréales comme le soja, le sorgho, le maïs ou le mil. Le wéli est également associé à d'autres beignets ou amuses-gueules comme l'alloco, tévi ou atta. Ce mets est très consommé pour sa faible teneur indice glycémique et sa richesse en vitamines A, C et E,,.